# Federico Barba
Federico Barba (Roma, 1º settembre 1993) è un calciatore italiano, difensore svincolato.

## Caratteristiche tecniche
È un difensore centrale forte fisicamente, dotato di buona intelligenza tattica, efficace negli anticipi e nel gioco aereo, nonché nella marcatura a uomo. Mancino di piede, in caso di necessità può adattarsi a terzino sinistro, disimpegnandosi in entrambe le fasi di gioco. Spesso chiamato in causa nell'impostazione del gioco, risulta pericoloso anche sui calci piazzati.

## Carriera

### Club

#### Gli inizi e il Grosseto
Inizia la sua carriera nella scuola calcio dell'AS Axa Calcio, poi rinominata ASD Totti Soccer School, all'età di 7 anni. In seguito viene prelevato dalla Cisco Roma. Nel 2008 viene tesserato dalla Roma, che lo inserisce nel proprio settore giovanile, con cui vince il Campionato Allievi Nazionali e il Campionato Primavera.
Il 12 luglio 2012 passa in prestito con diritto di riscatto fissato a 200.000 euro e controriscatto fissato a 300.000 euro in favore della Roma, al Grosseto, in Serie B. Il giocatore ha sottoscritto un contratto quinquennale a 50.000 euro a stagione con la Roma, e un triennale con i toscani da 60.000 euro più bonus, nel caso venisse riscattato da questi ultimi.

#### Empoli e il prestito allo Stoccarda
Esordisce in Serie B il 20 ottobre contro il Modena, rendendosi autore di una buona prestazione. Conclude l'annata, terminata con la retrocessione dei toscani, ottenendo 20 presenze, di cui una in Coppa Italia, disputando una stagione nel complesso positiva. Il 22 giugno i biancorossi ne riscattano la metà per 200.000 euro.
Il 12 agosto 2013 la Roma riacquista la metà del cartellino appartenente ai toscani per la cifra di 400.000 euro più il prestito di Matteo Ricci. Il giocatore viene poi girato in compartecipazione all'Empoli. Esordisce con gli azzurri il 5 ottobre nella vittoria per 2-1 contro il Modena, subentrando al 29' della ripresa al posto di Francesco Tavano.
Il 20 settembre 2014 - complice l'assenza di Lorenzo Tonelli - viene schierato dal 1' nella partita disputata contro il Cesena, esordendo nella massima serie. Alla sua seconda apparizione nella massima serie segna una rete ai danni della Lazio. L'incontro terminerà 2-1 a favore dei toscani. Il 25 giugno 2015 la compartecipazione viene risolta alle buste a favore dell'Empoli.
Il 1º febbraio 2016 passa in prestito ai tedeschi dello Stoccarda. Dopo un infortunio al polpaccio rimediato in allenamento che lo tiene fuori per oltre due mesi, esordisce in Bundesliga il 23 aprile contro il Borussia Dortmund; il 2 maggio seguente disputa la sua seconda e ultima presenza in Bundesliga, nella sconfitta per 6-2 contro il Werder Brema: in tale match prima fa un autogol e poi segna una rete. Nell'estate seguente fa ritorno all'Empoli, con cui nella stagione 2016-2017 disputa 11 presenze in Serie A.

#### Sporting Gijon, Chievo e il prestito al Real Valladolid
Il 25 luglio 2017 firma un quadriennale con lo Sporting Gijón, in Segunda División: qui gioca con continuità, scendendo in campo 38 volte (con un gol) in campionato e in due partite dei play-off.
Il 13 agosto 2018 torna in Italia, firmando con il Chievo, con cui disputa 30 presenze in Serie A.
Il 6 luglio 2019 passa in prestito al Real Valladolid nella Liga, con cui nella prima metà del campionato scende in campo cinque volte. 

#### Benevento, Pisa e Como
Il 24 gennaio 2020, Barba passa quindi in prestito al Benevento, in Serie B. Con i campani, conquista la promozione in Serie A, andando a segno nell'ultimo turno di campionato, il 31 luglio, nel successo per 4-2 in casa dell'Ascoli.. Nella stagione successiva in massima serie disputa 32 partite, alla fine del campionato i giallorossi retrocedono in cadetteria. Rimane nel club campano anche nel torneo cadetto 2021-2022, nel quale segna tre gol (sul piano realizzativo è la stagione più prolifica della sua carriera): la squadra viene poi eliminata in semifinale play-off.
Inizia la stagione successiva ancora al Benevento, dove scende in campo nelle prime tre partite di campionato, ma il 1º settembre 2022 passa a titolo definitivo al Pisa, ancora in Serie B.. Il 26 novembre seguente, segna la sua prima rete in maglia nerazzurra, contribuendo al successo per 3-1 in campionato sulla Ternana; chiude la stagione con 30 presenze.
Il 1º agosto 2023, Barba viene ceduto a titolo definitivo al Como, sempre in Serie B, con cui firma un contratto triennale. Il 3 settembre seguente, segna il suo primo gol con i lariani, che vale la vittoria per 1-0 in casa dello Spezia. Nella stessa stagione riesce a contribuire alla promozione in Serie A contribuendo all'arrivo in seconda posizione nel campionato di Serie B. 
Esordisce con i lariani in Serie A il 19 agosto 2024, in occasione del match perso 3-0 contro la Juventus.

#### Sion
Il 17 gennaio 2025, Barba viene ceduto a titolo definitivo al Sion, nella massima serie svizzera, con cui firma un contratto valido fino al 30 giugno 2027. Il 2 luglio seguente, risolve anticipatamente il proprio accordo con il club.

### Nazionale
Conta 6 presenze con la Nazionale Under-19. Ha esordito con l'Under-20 il 5 settembre 2012 in Italia-Turchia (2-2). Il 9 novembre 2012 viene convocato dal tecnico dell'Under-21 Devis Mangia per prendere parte all'amichevole contro la Spagna, tuttavia senza scendere in campo. Prende parte all'Europeo Under-21 2015 in Repubblica Ceca.

## Statistiche

### Presenze e reti nei club
Statistiche aggiornate al 2 luglio 2025.
| Stagione         | Squadra          | Campionato       | Campionato | Campionato | Coppe nazionali | Coppe nazionali | Coppe nazionali | Coppe continentali | Coppe continentali | Coppe continentali | Altre coppe | Altre coppe | Altre coppe | Totale | Totale |
| Stagione         | Squadra          | Comp             | Pres       | Reti       | Comp            | Pres            | Reti            | Comp               | Pres               | Reti               | Comp        | Pres        | Reti        | Pres   | Reti   |
| ---------------- | ---------------- | ---------------- | ---------- | ---------- | --------------- | --------------- | --------------- | ------------------ | ------------------ | ------------------ | ----------- | ----------- | ----------- | ------ | ------ |
| 2012-2013        | Grosseto         | B                | 19         | 0          | CI              | 1               | 0               | -                  | -                  | -                  | -           | -           | -           | 20     | 0      |
| ago. 2013        | Grosseto         | 1D               | -          | -          | CI+CI-LP        | 2+0             | 0               | -                  | -                  | -                  | -           | -           | -           | 2      | 0      |
| Totale Grosseto  | Totale Grosseto  | Totale Grosseto  | 19         | 0          |                 | 3               | 0               |                    | -                  | -                  |             | -           | -           | 22     | 0      |
| ago. 2013-2014   | Empoli           | B                | 14         | 0          | CI              | -               | -               | -                  | -                  | -                  | -           | -           | -           | 14     | 0      |
| 2014-2015        | Empoli           | A                | 18         | 2          | CI              | 2               | 0               | -                  | -                  | -                  | -           | -           | -           | 20     | 2      |
| 2015-gen. 2016   | Empoli           | A                | 10         | 0          | CI              | 1               | 0               | -                  | -                  | -                  | -           | -           | -           | 11     | 0      |
| gen.-giu. 2016   | Stoccarda        | BL               | 2          | 1          | CG              | -               | -               | -                  | -                  | -                  | -           | -           | -           | 2      | 1      |
| 2016-2017        | Empoli           | A                | 11         | 0          | CI              | 1               | 0               | -                  | -                  | -                  | -           | -           | -           | 12     | 0      |
| Totale Empoli    | Totale Empoli    | Totale Empoli    | 53         | 2          |                 | 4               | 0               |                    | -                  | -                  |             | -           | -           | 57     | 2      |
| 2017-2018        | Sporting Gijón   | SD               | 38+2       | 1+0        | CR              | 1               | 0               | -                  | -                  | -                  | -           | -           | -           | 41     | 1      |
| 2018-2019        | Chievo           | A                | 30         | 0          | CI              | -               | -               | -                  | -                  | -                  | -           | -           | -           | 30     | 0      |
| 2019-gen. 2020   | Real Valladolid  | PD               | 5          | 0          | CR              | -               | -               | -                  | -                  | -                  | -           | -           | -           | 5      | 0      |
| gen.-giu. 2020   | Benevento        | B                | 14         | 1          | CI              | -               | -               | -                  | -                  | -                  | -           | -           | -           | 14     | 1      |
| 2020-2021        | Benevento        | A                | 32         | 0          | CI              | -               | -               | -                  | -                  | -                  | -           | -           | -           | 32     | 0      |
| 2021-2022        | Benevento        | B                | 30+3       | 3+0        | CI              | 0               | 0               | -                  | -                  | -                  | -           | -           | -           | 33     | 3      |
| lug.-ago. 2022   | Benevento        | B                | 3          | 0          | CI              | 0               | 0               | -                  | -                  | -                  | -           | -           | -           | 3      | 0      |
| Totale Benevento | Totale Benevento | Totale Benevento | 79+3       | 4          |                 | 0               | 0               |                    | -                  | -                  |             | -           | -           | 82     | 4      |
| set. 2022-2023   | Pisa             | B                | 30         | 1          | CI              | -               | -               | -                  | -                  | -                  | -           | -           | -           | 30     | 1      |
| 2023-2024        | Como             | B                | 32         | 3          | CI              | 1               | 0               | -                  | -                  | -                  | -           | -           | -           | 33     | 3      |
| 2024-gen. 2025   | Como             | A                | 7          | 0          | CI              | 1               | 0               | -                  | -                  | -                  | -           | -           | -           | 8      | 0      |
| Totale Como      | Totale Como      | Totale Como      | 39         | 3          |                 | 2               | 0               |                    | -                  | -                  |             | -           | -           | 41     | 3      |
| gen.-giu. 2025   | Sion             | SL               | 16         | 0          | CI              | -               | -               | -                  | -                  | -                  | -           | -           | -           | 16     | 0      |
| Totale carriera  | Totale carriera  | Totale carriera  | 311+5      | 12         |                 | 10              | 0               |                    | -                  | -                  |             | -           | -           | 326    | 12     |

## Palmarès

### Club

#### Competizioni giovanili
- Campionato Allievi Nazionali: 1

Roma: 2009-2010
- Campionato Primavera: 1

Roma: 2010-2011
- Coppa Italia Primavera: 1

Roma: 2011-2012

#### Competizioni nazionali
- Campionato italiano di Serie B: 1

Benevento: 2019-2020